# WASP-15 b
WASP-15b экзопланета открытая в 2008 году по программе SuperWASP. Расстояние от планеты до звезды составляет примерно одну двадцатую астрономической единицы. Масса планеты в 2 раза меньше Юпитера, а размер практически на 50 % больше.